# 人民音乐家郑律成纪念馆

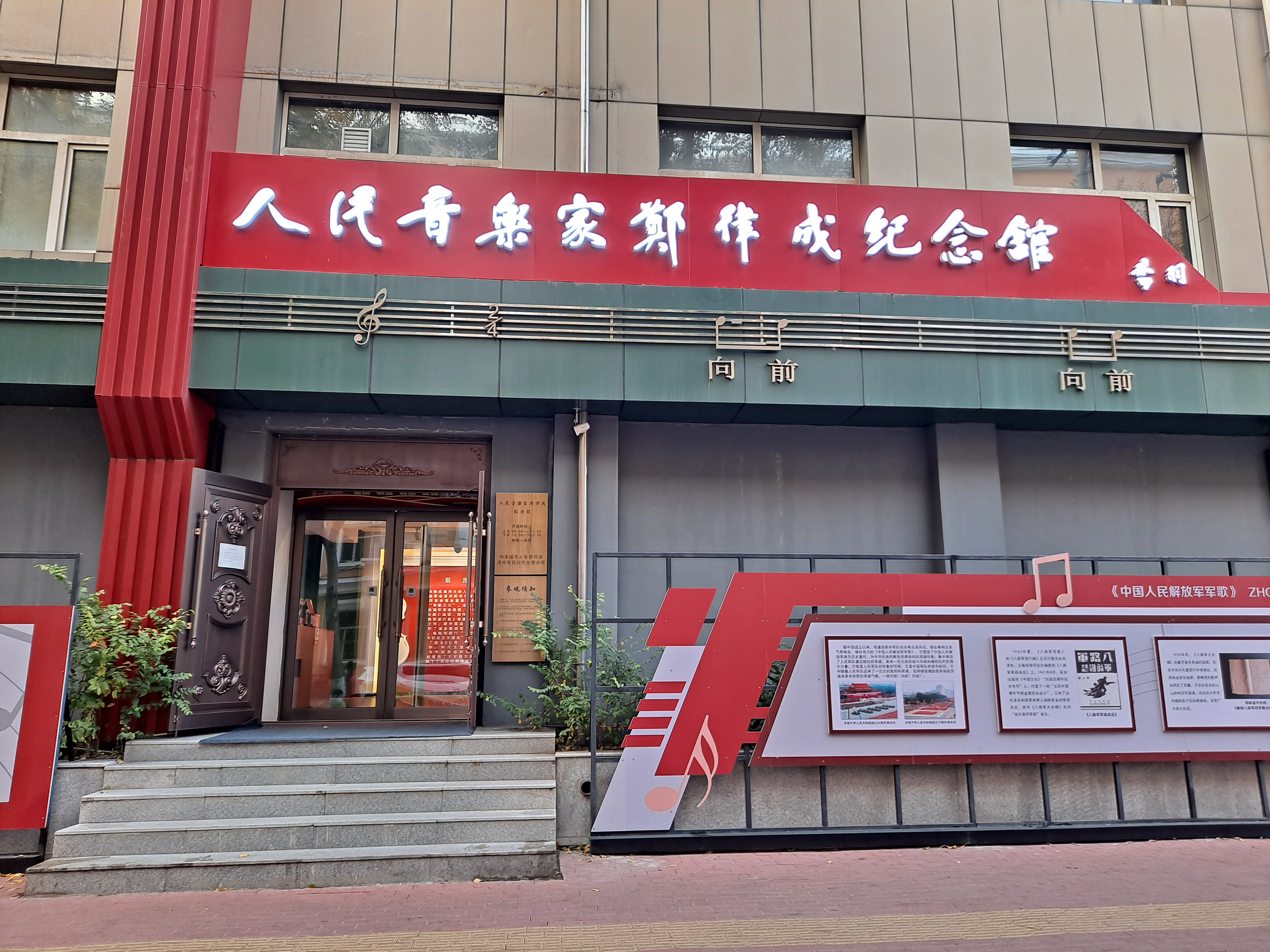
人民音乐家郑律成纪念馆新馆

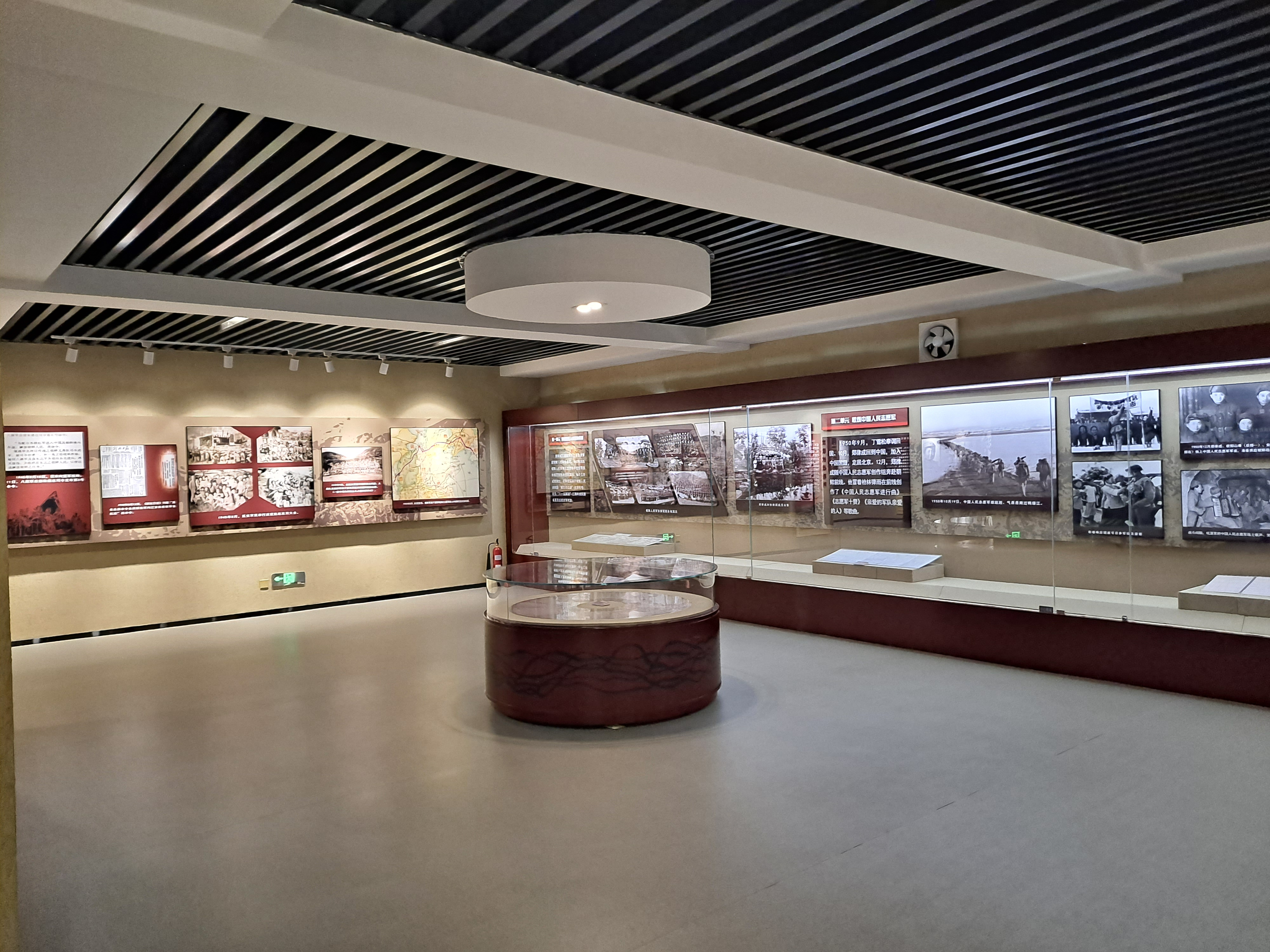
人民音乐家郑律成纪念馆新馆内部

人民音乐家郑律成纪念馆位于黑龙江省哈尔滨市，2009年7月25日为纪念“军歌之父”郑律成而建。起初纪念馆地址位于哈尔滨市友谊路233号，2023年迁址到安升街85号哈尔滨市朝鲜民族艺术馆内。新馆展厅面积1016平方米，展品有300多件。